# Aku Sumu

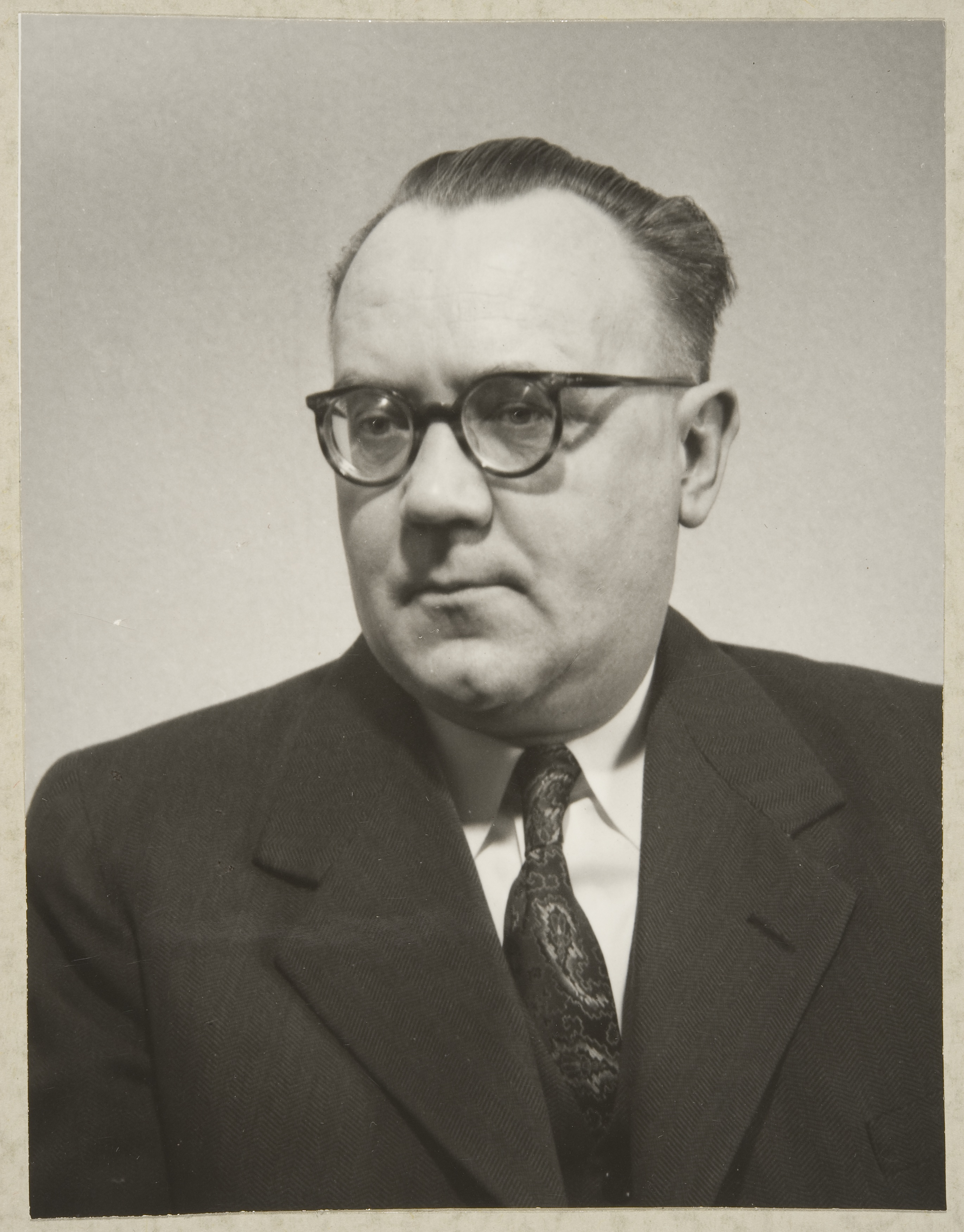
Aku Sumu i slutet av 1950-talet.

Toimi August (Aku) Sumu, född 9 april 1907 i Helsingfors, död 31 juli 1988 i Esbo, var en finländsk fackföreningsman och politiker (socialdemokrat).
Sumu blev student 1927, andre sekreterare i Finlands Fackföreningars Centralförbund (FFC) 1936 samt var samtidigt fram till 1944 redaktör för dess tidning Palkkatyöläinen. Under krigsåren understödde han FFC:s regeringstrogna linje och stod vid den extraordinära kongressen 1946 bakom den taktiska manöver som förhindrade ett kommunistiskt maktövertagande i organisationen. Han blev FFC:s generalsekreterare 1947 och valdes två år senare till dess ordförande. År 1951 genomdrev han FFC:s lösgörande från den kommunistdominerade Fackliga världsfederationen (FVF) och i stället knöt relationer med USA, varifrån man även fick ekonomiskt stöd. Han avgick som ordförande i FFC efter att 1954 blivit andre kommunikationsminister i Ralf Törngrens kortvariga regering och var direktör vid Folkpensionsanstalten 1954–1972. Han var andre kommunikationsminister även i Rainer von Fieandts regering 1957–1958.